# What You Waiting For
What You Waiting For은 한국-네덜란드-캐나다계 가수 전소미의 노래이다. 더블랙레이블과 인터스코프 레코드가 2020년 7월 22일 발매했다.

## 배경 및 발매
2020년 7월 14일, 더블랙레이블은 이 노래의 출시일과 함께 포스터를 공개했으며 전소미가 약 1주 내에 서프라이즈 컴팩을 할 것이라고 확인하였다. 그 뒤 7월 15일 2번째 포스터를 출시하면서 "What You Waiting For"라는 곡의 타이틀도 공개했다. 다음날 전소미가 이 노래의 작사와 제작을 함께함을 알리며 크레딧 포스터가 공개됐다. 7월 18일, 세 번째 포스터가 공개됐다. 7월 22일, 노래와 뮤직 비디오가 디지털 다운로드 및 스트리밍용으로 공개됐다.